# Dronningborg Amt
Dronningborg Amt blev oprettet i 1662 af det tidligere Dronningborg Len. Amtet bestod af herrederne 
- Galten
- Gjerlev
- Houlbjerg
- Nørhald
- Onsild
- Rougsø
- Støvring
- Sønderlyng

Amtet blev nedlagt ved reformen af 1793, idet Sønderlyng og Houlbjerg herreder indgik i Viborg Amt, medens de øvrige herreder indgik i Randers Amt. Galten herred hørte dog til Århus amt i perioden 1793-1799.

## Amtmænd
- 1776 – 1789: Friedrich von Buchwald
- 1789 – 1793: Ditlev von Pentz